# Fossoli
Fossoli  (Fòsel in dialetto locale) è una frazione di circa 4 416 abitanti di Carpi, in provincia di Modena. È situato a circa 26 km dal capoluogo provinciale. Nell'area di Fossoli sono presenti insediamenti abitativi a bassa e media densità, una vasta zona industriale e alcuni esercizi commerciali, localizzati soprattutto lungo la via principale intitolata a Ivano Martinelli. Sono presenti inoltre un ufficio postale e le scuole elementari "Leopoldo Gasparotto". Fuori dal centro abitato, a nord-est, è situata l'oasi naturalistica La Francesa, gestita dal WWF.

## Storia
Durante la seconda guerra mondiale fu tristemente famoso per il suo campo di transito verso i lager nel quale furono di passaggio anche Primo Levi e Odoardo Focherini.
Negli ultimi decenni, dopo l'edificazione di numerosi condomini ad ovest della tangenziale e di due quartieri residenziali denominati Parco Remesina e Il cielo del sole, la popolazione è decisamente aumentata, rendendo Fossoli la frazione più popolata del comune. Dopo il terremoto del 2012 sono stati rilevati danni ingenti ad edifici residenziali e al circolo ricreativo La Fontana. I danni dell'evento sismico non sono ormai più visibili, in quanto gli edifici danneggiati sono stati ristrutturati o demoliti e ricostruiti.

## Infrastrutture e trasporti
Fossoli è organicamente collegata con servizio di trasporto urbano alla città di Carpi, tramite le linee SETA 510 (da Carpi fino a Novi di Modena) e 540 (da Carpi fino a Migliarina) e il servizio Prontobus. Era presente una stazione ferroviaria oggi dismessa, lungo la ferrovia Modena-Mantova. La frazione è attraversata dalla Strada Statale Romana Nord.
Presente nella zona ovest, nelle campagne in confine con Budrione, un piccolo aeroporto ed eliporto.